# Даррін Гілл
Даррін Гілл (англ. Darryn Hill, 11 серпня 1974) — австралійський велогонщик.
Бронзовий призер Олімпійських Ігор 2000 року в спринті.
Срібний призер Ігор Співдружності 1994 (гіт на 1 км), 1998 (спринт) років, бронзовий призер 1994 року в спринті.
Чемпіон світу з трекових велоперегонів 1995 (спринт), 1996 (командний спринт) років, срібний призер 1994 року в спринті, бронзовий призер 1996 (спринт), 1997 (спринт) років.